# Адалберт фон Ербах-Фюрстенау
Адалберт Адолф Лудвиг Едгар Хуго Еберхард фон Ербах-Фюрстенау (на немски: Adalbert Adolf Ludwig Edgar Hugo Eberhard, Graf zu Erbach-Fürstenau) е граф на Ербах-Фюрстенау в Оденвалд. Той е хесенски политик и от 1874 г. истински, от 1887 г. наследствен народен представител на Великото херцогство Хесен.

## Биография
Роден е на 2 февруари 1861 година в дворец Фюрстенау, Михелщат. Той е най-големият син (от десет деца) на граф Алфред фон Ербах-Фюрстенау (1813 – 1874) и съпругата му принцеса Луиза Елеонора Амалия Ернестина Жени фон Хоенлое-Ингелфинген (1835 – 1913), дъщеря на принц Адолф фон Хоенлое-Ингелфинген (1797 – 1873) и принцеса Луиза Шарлота Йохана фон Хоенлое-Лангенбург (1799 – 1881).
От 1900 до 1908 г. Адалберт е втори президент на 1. камера на „ландтага“ на Великото херцогство Хесен. Той умира на 28 септември 1944 г. в ловния дворец Краенберг в Оберцент, Оденвалд, на 83-годишна възраст.

## Фамилия
Адалберт фон Ербах-Фюрстенау се жени на 19 април 1900 г. в дворец Фарлар при Косфелд за принцеса Елизабет Аделхайд Матилда Емма Каролина фон Салм-Хорстмар (* 18 декември 1870, Фарлар; † 4 юли 1953, Михелщат), дъщеря на княз Ото I Фридрих фон Салм-Хорстмар (1833 – 1892) и съпругата му графиня Емилия Амалия Модеста Ернестина Бернардина фон Липе-Бистерфелд (1841 – 1892), дъщеря на граф Юлиус фон Липе-Бистерфелд (1812 – 1884) и графиня Аделхайд Клотилда Августа фон Кастел-Кастел (1818 – 1900). Те имат четири деца:
- Луиза Матилда Елиза София Гертруд (* 10.7.1901, Фюрстенау; † 11 януари 1985, Ербах)
- Емилия Карола Шарлота Луиза Мария (* 23 септември 1903, Фюрстенау; † 1 октомври 1911, Фюрстенау)
- Лудвиг Густав Ото Херман Елиас Раймунд Алфред (* 11 април 1905, Фюрстенау; † 30 юли 1988, Ербах), граф на Ербах-Фюрстенау, политик, женен I. в Берлин на 13 септември 1926 г. (развод в Михелщат 28 юли 1977) за Мария-Домина фон Малтиц, дъщеря на Кемпнер (* 23 октомври 1904, Кьолн; † 12 февруари 1997, Мюнхен), II. в Михелщат 26 август 1977 г. за Мария-Естер фон Путкамер (* 26 декември 1903, Нипкау; † 11 юни 1983, Фюрстенау), дъщеря на Ото фон Путкамер и Мария фон Блойхер
- д-р Ото Адолф Йозеф Емих Александер (* 22 юни 1909, Фюрстенау; † 27 юли 1932, Фарнхам, Англия, в самолетна катастрофа)